# Dicranomyia incisurata
Dicranomyia incisurata är en tvåvingeart som beskrevs av Paul Lackschewitz 1928. Dicranomyia incisurata ingår i släktet Dicranomyia och familjen småharkrankar. Inga underarter finns listade i Catalogue of Life.